# Especial de Natal
O Especial de Natal foi uma miniturnê temática de natal do cantor brasileiro Jão. Realizada pela UFO com patrocínio da marca Coca-Cola, a turnê começou em 29 de novembro de 2024 na cidade de Rio de Janeiro, e foi concluída em 22 de dezembro do mesmo ano na cidade de Maceió, totalizando 12 apresentações. O repertório incluí músicas dos quatro primeiros álbuns de Jão, e faixas inéditas do álbum Supernova, além de covers em formatos natalinos de artistas como Carpenters, Bobby Helms e Elvis Presley.

## Antecedentes

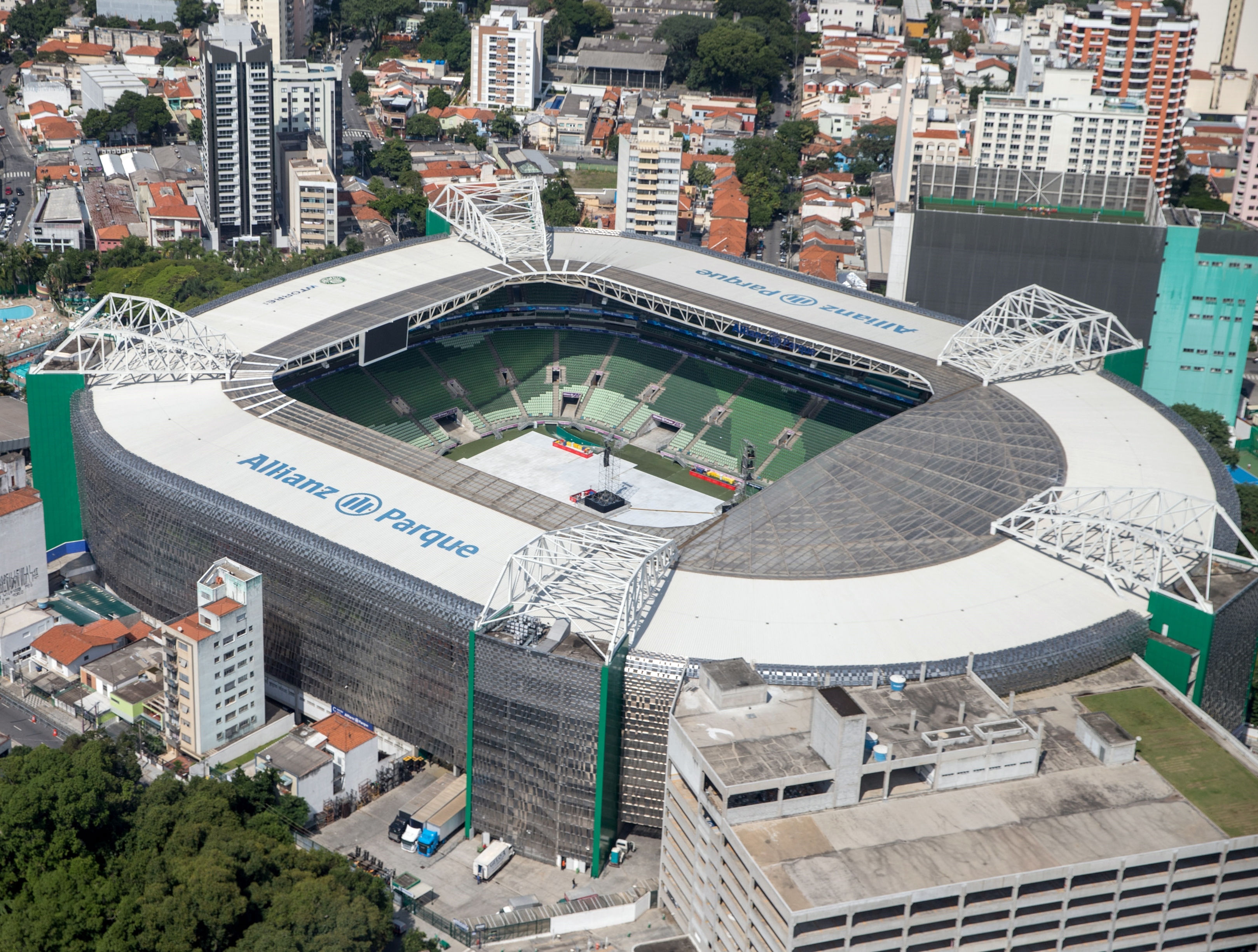
A SuperTurnê começou e terminou no Allianz Parque em São Paulo.

Em 15 de agosto de 2023, Jão anunciou a SuperTurnê que foi sua quarta turnê nacional em suporte a seu quarto álbum de estúdio Super e a primeira do cantor a acontecer em estádios e arenas ao redor do Brasil. As primeiras datas foram divulgadas no dia seguinte e suas vendas se iniciaream dois dias depois. Durante a turnê, Jão anunciou o Supernova que foi o relançamento do álbum Super trazendo 7 faixas inéditas gravadas durante a SuperTurnê e o lançamento oficial da versão extendida de "Locadora". No final de outubro de 2024, foi divulgado pela imprensa que Jão realizaria uma turnê de fim de ano patrocinada pela Coca-Cola, que veio a ser confirmado em 4 de novembro de 2024 por meio de um anúncio nas redes sociais do cantor. As 8 datas iniciais foram disponibilizadas no dia seguinte ao anúncio e o início de suas vendas ocorreram dois dias após.

### Comercial
Devido à alta demanda, duas datas extras foram adicionadas na casa de shows Vibra na cidade de São Paulo e no Teatro Positivo em Curitiba, além de 2 novas cidades serem adicionadas.

## Gravações
Em parceria com a marca Samsung, Jão disponibilizou duas gravações da turnê realizadas no dia 08 de dezembro de 2024 em São Paulo como forma de divulgar o Galaxy S24 Ultra. O primeiro registro, que mostra o encerramento do segundo show na capital paulista, foi lançado nas redes sociais do cantor em 22 de dezembro de 2024, como forma de agradecimento aos fãs que compareceram a turnê. O segundo registro, uma versão ao vivo da faixa "Rádio", foi lançada no canal oficial do cantor no Youtube em 31 de dezembro de 2024.

## Repertório
O repertório abaixo é constituído do primeiro concerto da turnê, realizado em 29 de novembro de 2024 em Rio de Janeiro, não sendo representativo de todas as apresentações.
1. "Lobos"
2. "Rádio"
3. "Alinhamento Milenar"
4. "Modo de Dizer"
5. "Doce"
6. "Acontece"
7. "O Triste é Que Eu Te Amo"
8. "Santo"
9. "Religião"
10. "Eu Quero Ser Como Você"
11. "Locadora (Versão Extendida)"
12. "Julho"
13. "(They Long To Be) Close To You" (cover)
14. "Jingle Bell Rock" (cover)
15. "Idiota"
16. "Lábia"
17. "Me Lambe"
18. "A Última Noite"
19. "Olhos Vermelhos"
20. "Tempos de Glória"
21. "Clarão"
22. "Meninos e Meninas"
23. "Can't Help Falling In Love" (cover)
24. "Essa Eu Fiz Pro Nosso Amor" (contém elementos de "Rádio")

- A música "Enquanto Me Beija" foi adicionada a setlist após o primeiro show no Rio, entre as faixas "Olhos Vermelhos" e "Tempos de Glória".

## Datas
| Data                   | Cidade         | País   | Local                                  |
| ---------------------- | -------------- | ------ | -------------------------------------- |
| 29 de novembro de 2024 | Rio de Janeiro | Brasil | Qualistage                             |
| 1 de dezembro de 2024  | Brasília       | Brasil | Centro de Convenções Ulysses Guimarães |
| 03 de dezembro de 2024 | Curitiba       | Brasil | Teatro Positivo                        |
| 04 de dezembro de 2024 | Curitiba       | Brasil | Teatro Positivo                        |
| 05 de dezembro de 2024 | Belo Horizonte | Brasil | BeFly Hall                             |
| 07 de dezembro de 2024 | São Paulo      | Brasil | Vibra                                  |
| 08 de dezembro de 2024 | São Paulo      | Brasil | Vibra                                  |
| 11 de dezembro de 2024 | Ribeirão Preto | Brasil | Theatro Pedro II                       |
| 13 de dezembro de 2024 | Porto Alegre   | Brasil | Auditório Araújo Vianna                |
| 15 de dezembro de 2024 | Vitória        | Brasil | Espaço Patrick Ribeiro                 |
| 21 de dezembro de 2024 | Recife         | Brasil | Teatro Guararapes                      |
| 22 de dezembro de 2024 | Maceió         | Brasil | Teatro Gustavo Leite                   |